# Famille Francken
Pour les articles homonymes, voir Franken (homonymie).
Cette page explique l’histoire ou répertorie les différents membres de la famille Francken.

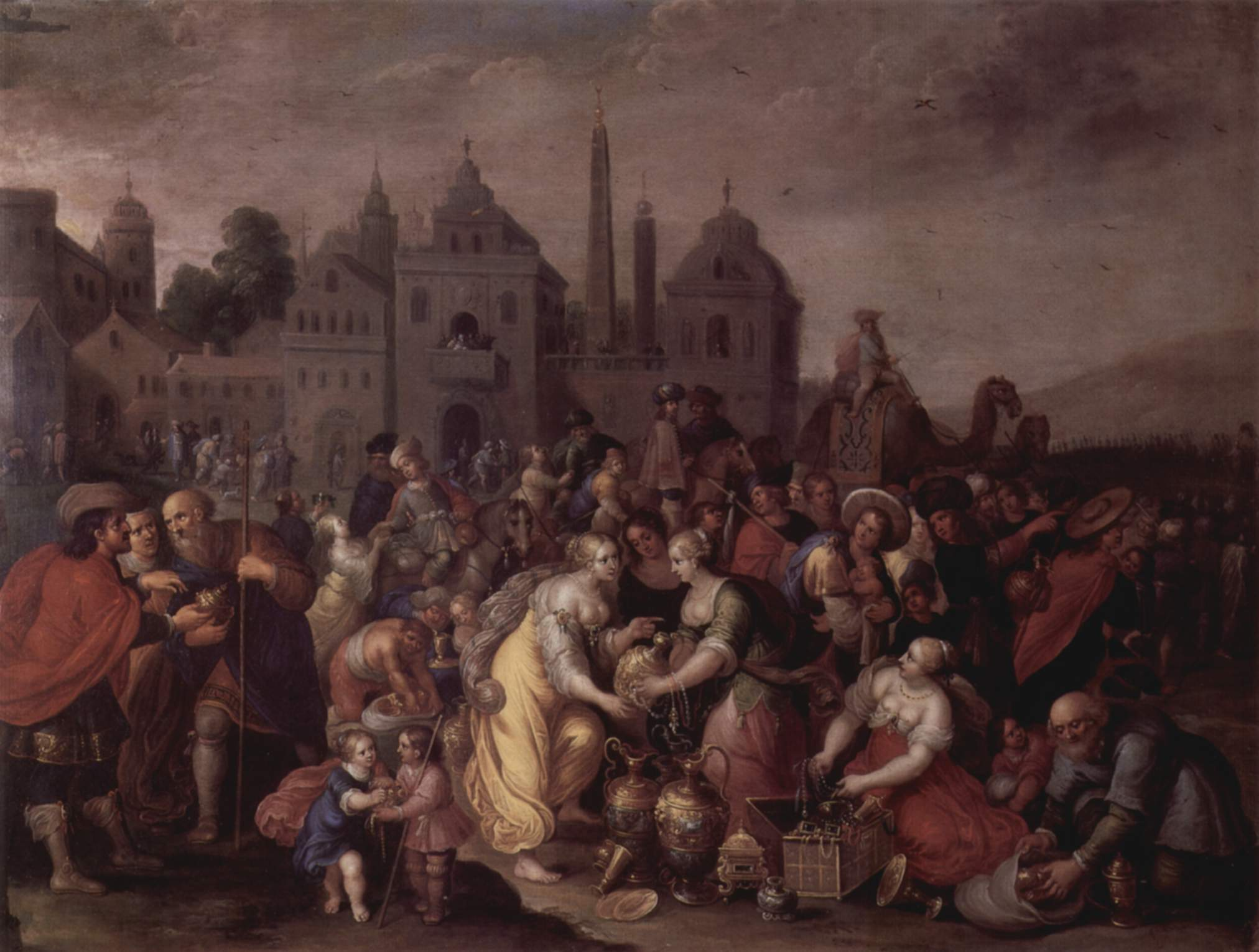
Frans Francken, la sortie d'Égypte des Hébreux

La famille Francken est une dynastie flamande de peintres d'Anvers active du milieu du XVIe siècle jusqu'au début du XVIIIe siècle. Sur cinq générations, elle a compté parmi ses membres 13 peintres, dont le plus célèbre est Frans Francken le Jeune.
Plusieurs peintres de cette famille ont porté les prénoms d'Ambrosius, Frans ou Hieronymus, ce qui, joints à l'habitude du travail collaboratif en atelier et aux similitudes de styles, de thèmes et de répertoires iconographiques, peuvent rendre difficile la distinction de leurs productions respectives.